# مضاربه
مضاربه قراردادی است که میان عامل و صاحب سرمایه (مالک) بسته شده و به این صورت است که عامل با سرمایه صاحب مال به تجارت پرداخته و در برابر آن به نسبت درصدی در سود با وی شریک می‌شود که البته اگر سودی به دست آید آن را با دارنده مال بر پایه قرارداد تقسیم می‌کند.
شرط اساسی درستی مضاربه قبول خطر از جانب صاحب سرمایه و عدم ضمانت عامل نسبت به سرمایه است. در غیر این صورت سرمایه به عنوان قرض است و پس از انعقاد مضاربه، عامل نمی‌تواند سرمایه را با سودی کمتر به شخص دیگری واگذارد.

در این زمینه تنها کتاب فارسی، کتابی است که مصطفی بروجردی نگاشته که با نام مضاربه از نظر فقهای شیعه در بازار موجود است.

علامه حلی در کتاب «شرایع» می‌نویسد:هر گاه عامل سرمایه‌ای را به عنوان مضاربه در اختیار دیگری قرار دهد، اگر این عمل با اجازه صاحب اصلی سرمایه انجام شده باشد و تقسیم سود بین صاحب سرمایه و عامل دوم انجام شود اشکال ندارد. ولی اگر به صورتی باشد که سهمی از سود به عامل اول برسد صحیح نیست.

## مضاربه در قانون مدنی ایران
مضاربه یکی از عقود معین است که ماده ۵۴۶ الی ۵۶۰ قانون مدنی به مقررات آن اختصاص دارد.

### تعریف مضاربه
به موجب ماده ۵۴۶ قانون مدنی: «مضاربه عقدی است که به موجب آن احد از متعاملین سرمایه می‌دهد با این قید که طرف دیگر با آن تجارت کرده و در سود آن شریک باشند. صاحب سرمایه «مالک» و عامل، مضارب (mozaareb) نامیده می‌شود.

### موضوع مضاربه
قرارداد مضاربه از دو موضوع تشکیل گردیده است:
1. سپردن سرمایه به مضارب توسط مالک.
2. تصدی به عملیات تجاری (فعالیت تجاری) توسط عامل.

#### سرمایه مالک
به حکم ماده ۵۴۷ قانون مدنی، سرمایه مالک باید «وجه نقد» باشد؛ بنابراین چنانچه سرمایه مالک، چیزی به غیر از وجه نقد باشد، قرارداد فیمابین مضاربه شناخته نمی‌شود. همچنین این وجه نقد می‌تواند ارز رایج کشور ایران یا ارز کشور خارجی باشد.

#### فعالیت تجاری مضارب
مضارب باید با سرمایه مالک تجارت نماید. ماده ۲ قانون تجارت ایران فعالیت‌های تجاری را تعریف نموده است که عبارتند از:
1. خرید یا تحصیل هر نوع مال منقول به قصد فروش یا اجاره، اعم از اینکه تصرفاتی در آن شده یا نشده باشد.
2. تصدی به حمل و نقل از راه خشکی یا آب یا هوا به هر نحوی که باشد.
3. هر قسم عملیات دلالی یا حق العمل کاری (کمیسیون) یا عاملی.
4. تصدی به هر نوع تأسیساتی که برای انجام بعضی امور ایجاد می‌شود، از قبیل تسهیلات معاملات ملکی یا پیدا کردن خدمه یا تهیه و رساندن ملزومات و غیره
5. تأسیس و به کار انداختن هر قسم کارخانه مشروط بر اینکه برای رفع حوائج شخصی نباشد
6. تصدی به عملیات حراجی
7. تصدی یه هر قسم نمایشگاه عمومی
8. هر قسم عملیات صرافی و بانکی
9. معاملات برواتی اعم از اینکه بین تاجر یا غیر تاجر باشد
10. عملیات بیمه بحری و غیر بحری
11. کشتی سازی و خرید و فروش کشتی و کشتیرانی دخای و معاملات راجع به آنها

بنابراین مضارب می‌تواند با سرمایه مالک بر اساس تخصص یا دانش خود، فعالیت تجاری نماید و محدودیتی در انتخاب یک تجارت مخصوص ندارد، مگر آنکه در قرارداد مضاربه صراحتاْ فعالیت تجاری مشخصی شرط شده باشد. ماده ۵۵۳ در این مورد اعلام می‌دارد: «در صورتی که مضاربه، مطلق باشد (یعنی تجارت خاصی شرط نشده باشد) عامل می‌تواند هر قسم تجارتی را که صلاح بداند، بنماید و لی در طرز تجارت، باید متعارف را رعایت نماید.» بنابراین هرچند مضارب در انتخاب نوع تجارت آزاد است، اما نمی‌تواند معاملات تجاری پرخطر یا منوط به اتفاق محض (معاملات شانسی) نماید.
همچنین از آنجا که شخصیت مضارب در انعقاد قرارداد مؤثر است و استحقاق مضارب به دریافت سهم از سود، به دلیل فعالیت تجاری او است، مضارب نمی‌تواند سرمایه مالک را به شخص دیگری انتقال دهد تا شخص ثالث با سرمایه تجارت نماید. ماده ۵۵۴ در این مورد مشخصاْ اشعار دارد: «مضارب نمی‌تواند نسبت به همان سرمایه با دیگری مضاربه کند یا آن را به غیر واگذار نماید مگر با اجازهٔ مالک.»

### مدت مضاربه
مضاربه می‌تواند برای مدت محدود یا نامحدود منعقد گردد یا طرفین اساساْ در خصوص مدت توافق ننمایند. چنانچه در قرارداد مضاربه مدت تعیین شده باشد، هرکدام از طرفین قبل از انقضای مدت نیز می‌توانند قرارداد را فسخ نمایند (برهم زنند) و تعیین مدت، التزام و اجباری به طرفین تحمیل نمی‌نماید، اما اگر مدت مضاربه پایان یابد، مضارب دیگر نمی‌تواند به فعالیت تجاری با سرمایه مالک ادامه دهد و مکلف به تصفیه حساب با مالک است، مگر آنکه طرفین مضاربه را تمدید یا توافق دیگری نمایند. ماده ۵۵۲ به این مورد اختصاص دارد: «هرگاه در مضاربه مدت معین شده باشد، تعیین مدت موجب لزوم عقد نمی‌شود لیکن پس از انقضای مدت، مضارب نمی‌تواند معامله بکند مگر به اجازهٔ جدید مالک.»

### مشارکت در سود و ضرر
مضاربه از جمله عقود مشارکتی تلقی می‌شود، بنابراین مالک و مضارب به نسبت سهم خود، در سود یا ضرر حاصل از تجارت شریک هستند. میزان سهم هرطرف (که قانونگذار آن را حصه (hesse) نامیده است) باید ضمن عقد مضاربه تعیین شود یا آنکه در عرف، نسبت به آن تعیین شده باشد و این سهم باید به صورت نسبت مشخصی از کل تعیین گردد (مانند نسبت کسری: یک سوم - دو سوم یا نسبت درصدی: شصت به چهل و غیره) بنابراین اگر سهم مضارب یا عامل، مبلغ ثابت و از قبل تعیین شده باشد، قرارداد مضاربه باطل شناخته می‌شود. ماده ۵۴۸ و۵۴۹ اختصاص به این مورد دارد: «ماده ۵۴۸- حصه هریک از مالک و مضارب در منافع باید جزء مشاع از کل از قبیل ربع یا ثلث و غیره باشد.» «ماده ۵۴۹- حصه‌های مزبوره در ماده فوق باید در عقد مضاربه معین شود مگر اینکه در عرف، منجزاٌ معلوم بوده و سکوت در عقد، منصرف به آن گردد.»
در عقد مضاربه مشارکت در سود و ضرر رکن بنیادی تلقی می‌گردد، بنابراین توافقات ذیل در این قرارداد باطل است:
- چنانچه توافق نمایند که تمام سود متعلق به مالک یا مضارب باشد. (ماده ۵۵۷)
- چنانچه توافق نمایند که اصل سود یا میزان سود مالک تضمین شده باشد.
- چنانچه توافق نمایند که مضارب، ضامن سرمایه باشد و در صورتی که سرمایه اولیه کاهش یافت، مضارب جبران نماید. (ماده ۵۵۸)
- چنانچه توافق نمایند که خسارت حاصل از تجارت (ضرر) به مالک تعلق نگیرد. (ماده ۵۵۸)

استثناء: در خصوص دو فرض آخر، چنانچه مضارب به موجب عقد دیگری (به غیر از مضاربه) تعهد نماید که در صورت تلف سرمایه یا ورود خسارت، به صورت مجانی و به ارزش ضرر یا تلف، مالکیت بخشی از اموال خود را به مالک منتقل نماید، این تعهد معتبر و قابل اجراست. ماده ۵۵۸ اعلام می‌دارد: «اگر شرط شود که مضارب، ضامن سرمایه خواهد بود یا خسارات حاصله از تجارت، متوجه مالک نخواهد شد، عقد باطل است مگر اینکه به‌طور لزوم شرط شده باشد که مضارب از مال خود به مقدار خسارت یا تلف، مجاناٌ به مالک تملیک کند.»

### تعهدات و تکالیف قراردادی مضارب
از آنجا که سرمایه متعلق به مالک در اختیار مضارب قرار دارد، لذا مضارب نسبت به سرمایه امین شناخته می‌شود و مقررات مربوط به امانت نسبت به او جاری است. بخشی از این مقررات در قسمت مضاربه به صورت اختصاصی بیان گردیده و برخی دیگر نیز تابع قواعد عمومی امانات هستند. به موجب ماده ۵۵۶ قانون مدنی: «مضارب در حکم امین است و ضامن مال مضاربه نمی‌شود مگر در صورت تعهدی یا تفریط.» به‌طور کلی تعهدات قراردادی مضارب عبارتند از:
- رعایت رویه عرفی مربوط به تجارتی که انجام می‌دهد
- رعایت رویه عرفی مربوط به زمان و مکان انجام تجارت
- رعایت حد متعارف در انجام تجارت
- محافظت از سرمایه و عواید آن

بنابراین در صورتی که مضارب، برخلاف تعهدات فوق رفتار نماید و مرتکب یکی از موارد ذیل گردد، مسئول جبران هر ضرر یا نقصی است که به سرمایه و سود مالک وارد گردد:
1. چنانچه در انجام تجارت، برخلاف عرف موضوع تجارت رفتار نموده باشد
2. چنانچه در انجام تجارت، برخلاف عرف مکان تجارت یا عرف زمان تجارت رفتار نموده باشد
3. چنانچه در انجام تجارت، حد متعارف و معمول را رعایت نکرده باشد و معاملات متکی به شانس یا اتفاق انجام داده باشد
4. چنانچه شخصاً به صورت عمدی یا غیرعمدی، سرمایه را از بین ببرد. (اتلاف)
5. چنانچه موجبات از بین رفتن یا نقص سرمایه را فراهم نماید. (تسبیب)
6. چنانچه در محافظت از سرمایه مرتکب تقصیر گردد، خواه به صورت تعدی (افراط) یا تفریط.
7. چنانچه با مطالبه مالک و استحقاق او به مطالبه و امکان استرداد سرمایه توسط مضارب، از استرداد آن خودداری نماید.

### انحلال مضاربه
به موجب ماده ۵۵۰ و ۵۵۱، قرارداد مضاربه می‌تواند بر اساس یکی از عوامل ذیل، منحل و بی اثر گردد:
1. توافق و تمایل طرفین در انحلال (اقاله)
2. فسح قرارداد توسط یکی از طرفین بدون رضایت طرف دیگر
3. در صورت فوت یا جنون یا سفه (sefah: از دست دادن توان ذهنی مدیریت مالی) هرکدام از طرفین
4. در صورت مفلس شدن (mofallas: ناتوانی مالی) مالک
5. در صورت تلف شدن تمام سرمایه و ربح (rebh: سود)
6. در صورت عدم امکان تجارتی که منظور طرفین بوده است

### آزادی در تعیین شروط مضاربه
ماده ۵۶۰ قانون مدنی در خصوص آزادی اراده طرفین در عقد مضاربه اعلام می‌دارد: «به غیر از آنچه که فوقاٌ مذکور شد، مضاربه تابع شرایط و مقرراتی است که به موجب عقد بین طرفین مقرر است.» بنابراین مقرراتی که در قانون مدنی در باب مضاربه تعیین گردیده، مقررات آمره تلقی می‌شوند و طرفین نمی‌توانند برخلاف آنها توافق نمایند. برای مثال نمی‌توانند توافق کنند که قرارداد مضاربه باشد اما سرمایه، وجه غیر نقد باشد» اما نسبت به سایر اموری که قانون نسبت به آنها ساکت است، طرفین می‌توانند هرنوع توافقی را با رعایت قواعد عمومی قراردادها و قواعد عمومی شروط ضمن عقد، در قرارداد خود قرار دهند.